# Muzeum Sportu we Frankfurcie nad Odrą

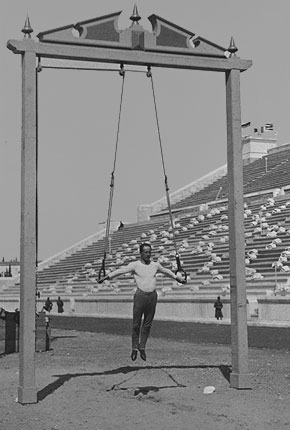
Hermann Weingärtner (1864-1919), mistrz olimpijski rodem z Frankfurtu nad Odrą

Muzeum Sportu we Frankfurcie nad Odrą – muzeum sportu indywidualnego i drużynowego we Frankfurcie nad Odrą, z siedzibą przy Slubicer Straße 7/8, kilkadziesiąt metrów od dawnego przejścia granicznego z polskimi Słubicami.
Placówka prowadzona jest przez Związek Historii Sportu we Frankfurcie nad Odrą (Verein Sportgeschichte der Stadt Frankfurt (Oder) e. V.), zarejestrowany pod numerem 792 FF w rejestrze stowarzyszeń w miejscowym sądzie rejonowym (Amtsgericht).

## Darczyńcy
Do darczyńców i sponsorów muzeum należą m.in.:
- Frankfurter Wasser- und Abwassergesellschaft mbH
- Märkische Oderzeitung
- Meyer & Meyer Verlag
- Stadtwerke Frankfurt (Oder) GmbH
- Wohnbau Frankfurt (Oder)
- Wohnungswirtschaft Frankfurt (Oder)